# 宇根八阪神社例大祭
宇根八阪神社例大祭(うねやさかじんじゃれいたいさい)は、埼玉県秩父郡横瀬町の宇根地区で毎年4月の第一日曜日に開催される八阪神社の例祭。江戸時代に造られたとされる2基の笠鉾が武甲山の麓を曳き廻される。笠鉾2基は「宇根の山車」として、町の有形民俗文化財に指定されている。一般には宇根の祭り、宇根の春祭りと呼ばれており、地元では天王様(てんのうさま)と呼ばれている。山田の春まつり、小鹿野の春まつりとともに、秩父三大春まつりに数えられている。

## 由来

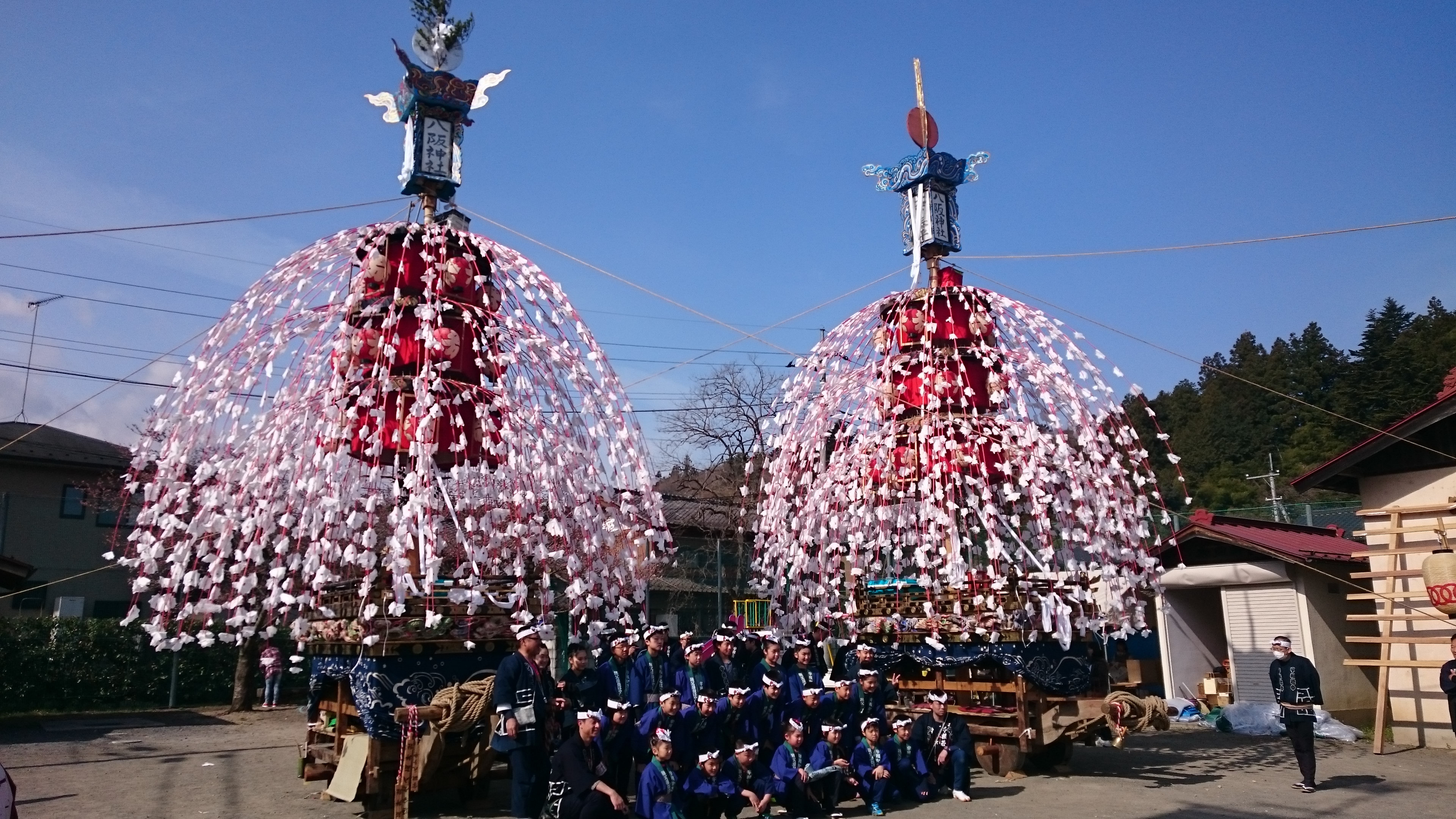
宇根の山車

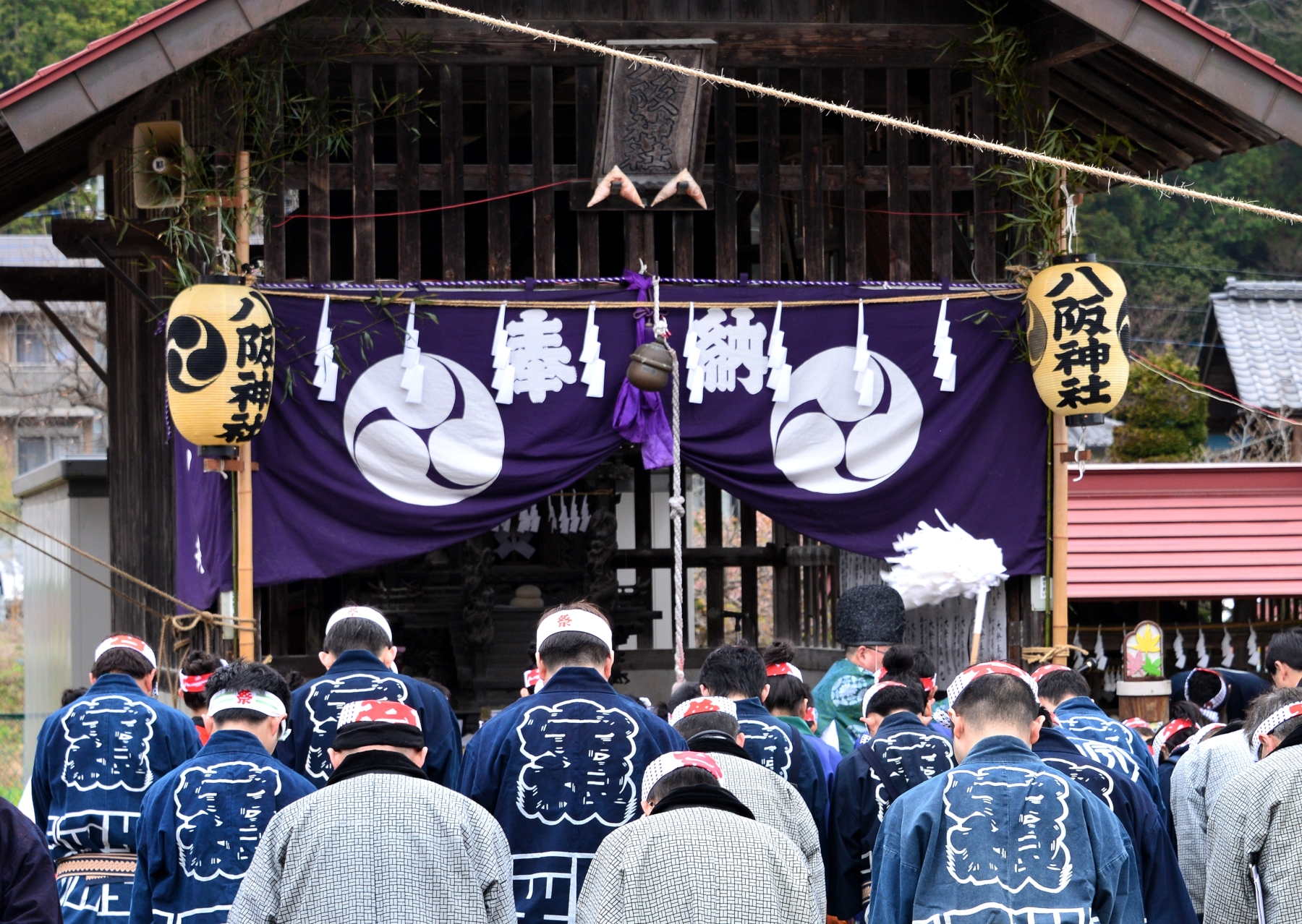
宇根八阪神社

明治時代より、7月15日にお祇園祭りとして行われていたお祭りが起源となる。通常お祇園祭りは夏のお祭りであるが、農繁期を避ける形で、4月3日に開催日が変更され、最終的に4月の第1日曜日となった。以前、宇根八阪神社は、現在の社殿の向かい側にある、天王山山頂に祭られており、山車の曳航は急坂の連続で壮観であり、転倒事故も多くあった。現在の平地に神社が移され、ニ代目笠鉾の引き回しが、再開された。

## 歴史
- 1899年
  - 二代目笠鉾が完成した
- 1937年
  - 電線架設により、笠鉾の高さを6尺ほどに短縮させた
- 1960年
  - 昭和初期から中止されていた祭りが再開された
- 1973年
  - 上組、下組笠鉾が、「宇根の山車」として、横瀬町有形民俗文化財に指定された
- 1998年
  - 笠鉾2基の心柱（標木）を高さ8.8mのものに復元された
- 2011年
  - 東日本大震災が発生したため、山車の曳き回しは中止となり、復興祈願祭典のみ行われた
- 2012年
  - 笠鉾2基の心柱を新調した
- 2020年
  - 新型コロナウイルス感染拡大防止のため、山車の曳き回しが中止となった
- 2021年
  - 新型コロナウイルス感染拡大防止のため、山車の曳き回しが中止となった。2年連続の中止となった。

## 日程
山車の曳き廻し順序が年により変わる(横瀬駅方面が先か、武甲山方面が先か)のが特徴である。

### 西暦奇数年
- 9時30分 - 例大祭々典
  - 町有形民俗文化財　笠鉾曳き廻し
- 10時30分 - 八阪神社出発、町道4号線を北方（横瀬駅方面）へ
- 11時00分 - 東林寺駐車場着
- 12時5分 - 横瀬駅裏到着
- (60分休憩)
- 13時5分 - 横瀬駅裏から八阪神社へ
- 13時45分 - 東林寺駐車場着
- 14時30分 - 八阪神社到着
- 15時45分 -  八阪神社出発、八阪神社から町道4号線を南方（武甲山方面）へ
- 17時5分 - 昭和天皇御製碑前到着
- 17時50分 - 昭和天皇御製碑前から八阪神社へ
- 19時00分 - 八阪神社到着、スターマイン打ち上げ

### 西暦偶数年
- 9時30分　- 例大祭々典
  - 町有形民俗文化財　笠鉾曳き廻し
- 10時30分 - 八阪神社出発、町道4号線を南方（武甲山方面）へ
- 11時50分 - 昭和天皇御製碑前到着
- (60分休憩)
- 12時50分 - 昭和天皇御製碑前から八阪神社へ
- 14時00分 - 八阪神社到着
- 15時15分 - 八阪神社から町道4号線を北方（横瀬駅方面）へ
- 15時45分 - 東林寺駐車場着
- 16時45分 - 横瀬駅裏到着
- 17時30分 - 横瀬駅裏から八阪神社へ
- 19時00分 - 八阪神社到着、スターマイン打ち上げ

## 準備・片付
横瀬町宇根地区の人々は年間を通じて、宇根のお祭りの準備や太鼓の練習に取り組んでおり、このお祭りが地域において多くの人々の間の交流を促進し、コミュニティを結びつける重要な役割を果たしている。
- 3月最終日曜日　笠鉾の花造り
- 4月第一土曜日　笠鉾組み立て
- 4月月曜日　笠鉾解体

## 有形民俗文化財「宇根の山車」
江戸時代末期に創建された初代笠鉾は、秩父市東町に売却された。1899年（明治32年）頃に、二代目笠鉾が完成した。八阪神社から武甲山方向を「上」、八阪神社から横瀬駅方面を「下」と呼び、それぞれの地区ごとに、上組・下組の2基の笠鉾がある。1937年頃に電線架設により高さ6尺ほどに短縮。短縮以前の真柱は東林寺に保管されていた。1998年に心柱（標木）を8.8 mのものに復元した。
笠鉾は上組と下組で構造が異なる。笠鉾の一番上に付ける天道が太陽（上組）と月（下組）という、非常に珍しい組み合わせである。宇根の上組、下組笠鉾は、1973年、宇根の山車として横瀬町有形民俗文化財に指定された。

## 祭りの見所
- 武甲山と山車 - 武甲山の麓で開催されるお祭であるため、山と山車の競演を見ることができる
- 桜と山車 - 桜と山車の競演が見られる珍しい祇園祭である
- 手造りの花 - 笠鉾に飾りつけられる花は全て宇根地区の住民の手造りである
- 笠鉾の方向転換 - 秩父夜祭の山車のようにギリ棒、梃子棒、キリンを 使うこと無く、ジャッキで持ち上げてローラーが付いた台車を車輪の下に差し込み、笠鉾の方向転換を行う。以前は力ずくで方向転換を行っていたが、安全性を考慮し現在の形になった
- ミニ団子坂の曳き上げ - 2基の山車の八阪神社入り口にある急坂の曳き上げを見ることができる
- 宇根社中による秩父屋台囃子 - 地元の団体である宇根社中により山車の中で秩父屋台囃子が演奏される

## 宇根地区の組織
宇根地区には、宇根若会、宇根青年部、宇根社中という3つの組織があり、それぞれの組織が、山車回り、芯綱、引き綱、太鼓を担い、お互い協力し合いながら祭りを運営している。

## 人々をつなぐ祭り
以前は祭りの準備・運営・太鼓、全て宇根地区の住民のみで行っていた。1990年代後半から宇根社中の太鼓練習会に町内の団体のメンバーが多く参加するようになったのを契機に、横瀬町宇根以外の地区の住民の多くが携わるようになった。今では、宇根の祭事が宇根地区だけでなく、横瀬町を代表する祭事として価値が高くなっている。

## アクセス
- 宇根八阪神社 - 埼玉県秩父郡横瀬町大字横瀬3305番地[2] 北緯35度58分51.5秒 東経139度5分31.8秒座標: 北緯35度58分51.5秒 東経139度5分31.8秒
  - 西武秩父線横瀬駅から徒歩15分